# اتیل ایزوپروپیل کتون
اتیل ایزوپروپیل کتون (به انگلیسی: Ethyl isopropyl ketone) با فرمول شیمیایی C۶H۱۲O یک ترکیب شیمیایی با شناسه پاب‌کم ۱۱۲۶۵ است. که جرم مولی آن ۱۰۰٫۱۶ g/mol می‌باشد. 